# Un crime a été commis
Pour plus de détails, voir Fiche technique et Distribution.
Un crime a été commis est un film muet français réalisé par André Hugon, sorti en 1919.

## Fiche technique
- Titre original : Un crime a été commis
- Réalisation : André Hugon
- Pays de production :  France
- Langue : film muet avec les intertitres  en français, en anglais américain
- Format : Noir et blanc — 35 mm — 1,33:1 — Muet
- Genre : Film dramatique
- Durée : 30 minutes[1]
- Dates de sortie : 1919
  - France : 1919